# تينيسي
تينيسي أو تِنِيسة (بالإنجليزية: Tennessee، وبلغة شيروكي: تاناسي)‏ هي ولاية تقع في المنطقة الجنوبية الشرقية من الولايات المتحدة. ترتيب تينيسي هو السادس والثلاثين من حيث المساحة والسادس عشر من حيث السكان بين الولايات الأمريكية الخمسين. تحدها ولايات كنتاكي وفرجينيا إلى الشمال، كارولينا الشمالية إلى الشرق، جورجيا وألاباما ومسيسيبي إلى الجنوب، وأركنساس وميسوري إلى الغرب. تهيمن جبال الأبالاش على الجزء الشرقي من الولاية، ويشكل نهر المسيسيبي حدود الولاية الغربية. عاصمة تينيسي هي مدينة ناشفيل وثاني أكبر مدينة فيها، ويبلغ عدد سكانها 654,610 نسمة. ممفيس هي أكبر مدينة في الولاية، ويبلغ عدد سكانها 655,770 نسمة.
يعود أصل ولاية تينيسي إلى رابطة واتوجا، وهي اتفاقية حدودية وقعت عام 1772 وتعتبر أول حكومة دستورية يتم تأسيسها غرب جبال الأبالاش. وكانت ولاية تينيسي الحالية في البداية جزءا من ولاية كارولينا الشمالية، وبعد ذلك جزء من إقليم الجنوب الغربي. تم إدخال ولاية تينيسي في الاتحاد يوم 1 يونيو 1796 ليكون ترتيبها السادس عشر. كانت تينيسي آخر ولاية تنفصل عن الاتحاد وتنضم إلى الكونفدرالية بعد اندلاع الحرب الأهلية الأمريكية في عام 1861. احتلتها قوات الاتحاد في عام 1862، وكانت أول ولاية تعود إلى الاتحاد في نهاية الحرب.
قدمت تينيسي من الجنود للجيش الكونفدرالي أكثر من أي ولاية أخرى إلى جانب فيرجينيا، وقدمت من الجنود لجيش الاتحاد أكثر من بقية الولايات الكونفدرالية مجتمعة. بدأت عملية إعادة الإعمار ونتج عنها تنافس الأحزاب السياسية، ولكن استئثار الديمقراطيين بالحكم في أواخر ثمانينيات القرن التاسع عشر أسفر عن إقرار قوانين أقصت معظم السود والعديد من فقراء البيض عن عملية التصويت. أسفر هذا عن انعدام المنافسة في سياسة الولاية حتى إقرار تشريعات الحقوق المدنية في منتصف القرن العشرين. انتقلت ولاية تينيسي في القرن العشرين من اقتصاد زراعي إلى اقتصاد أكثر تنوعا، مدعوما باستثمار اتحادي ضخم في سلطة وادي تينيسي ومدينة أوك ريدج وفي أواخر الأربعينات. تأسست هذه المدينة لاستضافة مرافق تخصيب اليورانيوم في مشروع مانهاتن، ما ساعد على بناء أول قنبلة ذرية في العالم، والتي استخدمت خلال الحرب العالمية الثانية.
وتشمل الصناعات الرئيسية في تينيسي الزراعة والصناعات التحويلية والسياحة. الدواجن وفول الصويا والماشية هي المنتجات الزراعية الأولية للولاية، وتشمل الصادرات الصناعية الرئيسية المواد الكيميائية ومعدات النقل والمعدات الكهربائية. ويقع مقر حديقة جبال غريت سموكي الوطنية، وهي الحديقة الوطنية الأكثر زيارة في البلاد، في الجزء الشرقي من الولاية، ويتبع جزء من مسار أبالاشيان تقريبا عند الحدود مع كارولاينا الشمالية. وتشمل مناطق الجذب السياحي الرئيسية الأخرى هي تينيسي أكواريوم في تشاتانوغا؛ دوليوود في بيدجن فورج؛ حوض ريبلي للأسماك في غاتلينبورغ، البارثينون وقاعة مشاهير موسيقى الريف وقاعة رايمان أوديتوريوم في ناشفيل؛ مصنع جاك دانيلز للتقطير في لينشبورغ؛ قصر إلفيس بريسلي في غريسلاند وقبره، وحديقة حيوان ممفيس، والمتحف الوطني للحقوق المدنية في ممفيس؛ وحلبة بريستول موتور سبيدواي في بريستول.

## أصل الاسم
يعود اسم ولاية تينيسي إلى القبطان المستكشف الإسباني خوان باردو عندما مر هو ورجاله على قرية بها أمريكين أصليين تسمى «تاناسكوي» عام 1567، حينما ترحل براً من كارولينا الجنوبية. بعدها واجه المستوطنون الأوروبيون مدينة تسمى «تاناسي» التي تمثل بلدة مونرو الآن. تلك المدينة كانت تقع على نهر يحمل نفس الاسم (الذي يسمى نهر تينيسي الصغير الآن).وكانت تتبع إلى ولاية كارولاينا الشمالية قبل أن تصبح ولاية مستقلة

## جغرافيا
تجاور ولاية تينيسي ثمانية ولايات أخرى. من الشمال كنتاكي وفيرجينيا، ومن الشرق كارولينا الشمالية، ومن الجنوب ولاية جورجيا، وألاباما، وميسيسيبي، ومن الغرب أركنسا وميزوري. تتميز الولاية بنشاطها السياحي حيث أدرجت منظمة اليونسكو جبال الدخان أو السموكي ماونت ضمن قائمة التراث العالمي... إضافة إلى العديد من المواقع السياحية. مدينة ناشفيل هي عاصمة الولاية. تبلغ مساحتها 106752 كيلو متر مربع تحتل بها المركز السادس والثلاثون بين ولايات أمريكا المختلفة ويبلغ عدد المقاطعات بها 95 مقاطعة وبها 54 متنزه وتمثل نسبة المياه بها 2.2 % من إجمالي المساحة.
تقع عدة سلاسل جبال على الجانب الشرقي للولاية. ويمتد واد، ومنطقة تلال خصبة على الجانب الغربي للجبال عبر منطقة الهضبة التي تحتوي على قمم مسطحة وأودية على شكل العدد 7. يقع حوض خصب كبير في وسط الولاية. ويحيط بالولاية أيضًا سهل مرتفع. ويعتبر الجزء الغربي من الولاية والواقع ما بين نهر تينيسي ونهر المسيسيبي، جزءًا مهمًا من أراضي الولايات المتحدة الأمريكية التي تُعرف بـسهل الساحل الخليجي. ويشكل هذا السهل في ولاية تينيسي شريحة من التلال في الجهة الشرقية، وتلالاً منخفضة الانحدار وأودية عريضة في الوسط، وسهلاً ضيقًا في الجهة الغربية.

## السكان
قدّر مكتب تعداد الولايات المتحدة عدد سكان الولاية بحوالي 6,403,353 نسمة في 1 يوليو عام 2011، بزيادة قدرها 0.90% عن تعداد الولايات المتحدة 2010. يبلغ نسبة عدد السكان البيض 80.2% ويأتي السكان ذوي البشرة السوداء بنسبة 16.4% من نسبة عدد السكان، واللاتينيون نسبتهم 2.2% والأمريكان الأصليون تبلغ نسبتهم 0.3 %، والآسيويون نسبتهم 1% ويأتي المختلطون بنسبة 1.1%. كما يبلغ إجمالي عدد السكان العرب المقيمين بولاية تينيسي 12,882 نسمة

### الدين
يبلغ نسبة عدد المسيحيون بولاية تينيسي 82% من نسبة عدد السكان مقسمين (إلى 39% ينتمون إلى طائفة البابثيست، و 10% يمثلوا طائفة الميثوديست، 6% من مسيحيو الكنيسة، 3% من البريسبيتريان، و 6% من الرومان الكاثوليك، و 18% من المسيحيين الآخرين)، ونسبة 3% من السكان ينتمون إلى الديانات الأخرى، و 9% عديمي الديانة أو ملحدون. ويمثل الإسلام نسبة 1%.

## الانتخابات
تعتبر ولاية تنيسي ولاية جمهورية لما فيها من المزارعين والمتعصبين البيض وقد ألقت قوات الأمن الأمريكية القبض على عصابة نازية متشددة كانت تحاول اغتيال أوباما قبل 8 أيام من الانتخابات الرئاسية يوم 4 نوفمبر 2008 فيل بريديسين هو حاكم الولاية الحالي عن الحزب الديموقراطي الأمريكي. انتخب سنة 2002 وجدد له الثقة عام 2006 .

## التعليم
يتولى إدارة التعليم في تينيسي وزارة التعليم بولاية تينيسي. يضم مجلس التعليم بالولاية 11 عضوًا: واحدًا من كل منطقة انتخابية للكونغرس، وعضوًا طالبًا، والمدير التنفيذي للجنة تينيسي للتعليم العالي، الذي يعمل عضوًا غير مصوت بحكم منصبه. تقوم المقاطعة أو المدينة أو المناطق التعليمية الخاصة بإدارة أنظمة التعليم العام الابتدائي والثانوي لتوفير التعليم على المستوى المحلي، وتعمل تحت إشراف وزارة التعليم بولاية تينيسي. كما يوجد في الولاية أيضًا العديد من المدارس الخاصة.
تسجل الولاية ما يقرب من مليون طالب من مرحلة رياض الأطفال وحتى الصف الثاني عشر في 137 منطقة. بلغ معدل التخرج، في عام 2021، من المدارس الثانوية ذات الأربع سنوات 88.7%، بانخفاض قدره 1.2% عن العام السابق. وفقًا لأحدث البيانات، تنفق ولاية تينيسي 9,544 دولارًا على كل طالب، وهو ما يُعد ثامن أدنى مستوى في البلاد.

### الكليات والجامعات
تتولى لجنة تينيسي للتعليم العالي الإشراف على التعليم العالي العام، وتقوم بتقديم التوجيه لنظامي الجامعات العامة في الولاية. يدير نظام جامعة تينيسي أربعة فروع جامعية رئيسية في نوكسفيل، وتشاتانوغا، ومارتن، وبولاسكي؛ ومركز العلوم الصحية في ممفيس؛ ومنشأة لأبحاث الفضاء في تولاهوما. يتولى مجلس أمناء تينيسي، المعروف أيضًا باسم نظام الكليات في تينيسي، إدارة 13 كلية مجتمعية و27 حرمًا جامعيًا لكليات تينيسي للتكنولوجيا التطبيقية. قام مجلس أمناء تينيسي أيضًا حتى عام 2017 بتشغيل ست جامعات عامة في الولاية؛ ويقوم حاليًا بتقديم الدعم الإداري لهم فقط.
أنشأت الجمعية العامة لولاية تينيسي عام 2014 «وعد تينيسي»، وهو برنامج للمنح الدراسية يسمح لخريجي المدارس الثانوية داخل الولاية بالتسجيل في برامج التعليم ما بعد الثانوي لمدة عامين؛ كدرجات الزمالة والشهادات في الكليات المجتمعية والمدارس التجارية، بدون رسوم دراسية، وبتمويل من الولاية، بشرط استيفاء متطلبات معينة. أُنشىء برنامج «وعد تينيسي» كجزء من مبادرة سُميت «التوجه إلى 55» التي أطلقها حاكم الولاية آنذاك بيل هاسلام، والتي حددت هدفًا يتمثل في زيادة عدد السكان الحاصلين على تعليم جامعي إلى 55٪ على الأقل من سكان الولاية. حظي البرنامج أيضًا باهتمام وطني، إذ أنشأت ولايات متعددة منذ ذلك الحين برامج مماثلة على غرار وعد تينيسي.
يوجد في ولاية تينيسي 107 مؤسسة خاصة. تُصنف جامعة فاندربيلت في مدينة ناشفيل دائمًا كواحدة من المؤسسات البحثية الرائدة في البلاد. وغالبًا ما يطلق على مدينة ناشفيل اسم «أثينا الجنوب» نظرًا لكثرة كلياتها وجامعاتها. تعد ولاية تينيسي كذلك موطنًا لستة من جامعات وكليات السود التاريخية.